# يو إف سي ليلة القتال: ديلاشو ضد كروز
يو إف سي ليلة القتال: ديلاشو ضد كروز (بالإنجليزية: UFC Fight Night: Dillashaw vs. Cruz)‏ هو حدث لفنون القتال المختلطة نظمته يو إف سي، أُقيم في 17 يناير 2016، على تي دي غاردن في بوسطن، ماساتشوستس، الولايات المتحدة.